# デキャンター・ワールド・ワイン・アワード
デキャンター・ワールド・ワイン・アワード(英:Decanter World Wine Awards)は、イギリスの国際ワインコンテスト。「デキャンタ・ワールド・ワイン・アワード」あるいは「デカンタ・ワールド・ワイン・アワード」とも表記される。略称「DWWA」。

## 概要
イギリスの月刊ワイン雑誌「デキャンター」によって主催される国際ワインコンテストで、IWCと国際ワインコンテストのトップを争っている。長らく「IWCに次いで影響力のある」と記載されて来たが、2014年には出品数が1万5007銘柄に至り出品数は世界一のワインコンテストになった為に、世界最大のワインコンテストとも報道される。
金賞・銀賞・銅賞を選出し、金賞受賞銘柄からリージョナル・トロフィー(regional trophy,略RT)を授与し、さらに秀でたものからインターナショナル・トロフィーを授与する。年度によって変わるが、金賞受賞銘柄がおよそ2%前後で、RTがおよそ1%である。「最も金賞を取ることが難しい世界的アワードのひとつ」とも評される。